# モホーク族

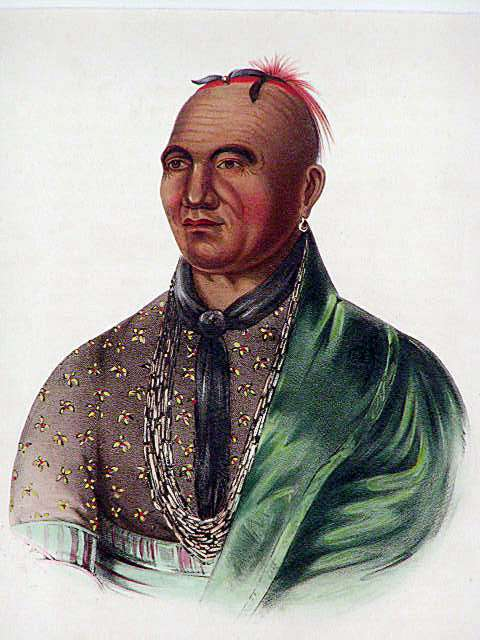
モホーク族の族長（ジョセフ・ブラント画）

モホーク族（モホークぞく、Mohawk、別名カニエンケハカ、Kanienkehaka（火打石の人々)）とは、インディアン（北アメリカの先住民族）の部族である。 モヒカン族とは別。
狩猟をし、トウモロコシやカボチャや豆を耕す農耕民族で 樹皮張りの長屋に住居していたため、｢ロングハウスの人々」を意味したホーデノショーニー（Haudenosaunee）とも言われた。モホーク刈り（モヒカン刈りとも呼ばれる）と呼ばれる独特の髪型をしていることでも知られている。
現在はアメリカのニューヨーク州北部（カナダ国境近くにあるセント・レジス（Saint Regis）はモホーク族最大のコミュニティ地である）に定住し、オンタリオ湖南岸、カナダのケベック州及びオンタリオ州にも定住している。セネカ族、オノンダ族、オナイダ族、カユガ族、タスカローラ族の部族とは同盟を結び、共にイロコイ連邦のネーション（国家）を結成している。現在のモホーク族の人口は20世紀後半には約5,000人だった。一部では農業を営むが、他はニューヨークやカナダの都市部に定住し、スカイウォーカーとも呼ばれ、危険な高いビル建設などの工事現場での労働者として働いている事が多い。世界貿易センタービルやエンパイア・ステート・ビルやクライスラービルのビルや ジョージ・ワシントン橋やサンフランシスコ湾の橋などの建設工事で働き、労働者階級を支えて来た。2001年9月11日にアメリカ同時多発テロ事件で世界貿易センタービルが崩れた時、ビルの残骸の撤去と遺体の捜査にも参加したモホーク族の者も大勢いる。
17世紀にオランダ人入植者と友好関係を結び、オランダ人が築いたニューアムステルダム砦で毛皮の交易をしていた。フランス人の毛皮の商人とも交易していて、ヨーロッパ人と比較的平和に共存を保っていた。1630年にはアルゴンキン諸族の敵対する部族に攻撃を仕掛け、イロコイ戦争が起きている。オランダ人とのビーバーの毛皮と引き換えにモホーク族はライフル銃と交換していたので、この戦争はモホーク族の勝利だった。後にニューアムステルダムがイギリスに支配下に置かれると、モホーク族はイギリス人と同盟を結んだ。そして、アメリカ独立戦争が起きると、モホーク族の指導者、タイエンダネギーことジョセフ・ブラントはイギリス軍に協力した。しかしこの抵抗はアメリカの独立派が勝利し、1794年11月11日にブラントはイロコイ連邦の部族と共にカナンデグア条約に署名した事で、フォールン・ティンバーズの戦いで終わることになり、その後、現在のカナダ北部に移動し、イギリス軍の傭兵的な役割をしていた。